# 入善郵便局
入善郵便局（にゅうぜんゆうびんきょく）は富山県下新川郡入善町にある郵便局。民営化前の分類では集配普通郵便局であった。

## 概要
民営化直前の集配業務再編において、多くの集配普通郵便局は統括センターとなったが、当局は配達センターとされたため、民営化後も郵便事業株式会社の支店は併設されず、集配センターが併設された。

## 沿革

1967年（昭和42年）新局舎完成を報ずる新聞記事

1965年（昭和40年）完成の入善電報電話局

- 1874年（明治7年）1月15日 - 入膳郵便取扱所として開設[1][2][3]。
- 1875年（明治8年）1月1日 - 入膳郵便局（五等）となる[3]。
- 1881年（明治14年）7月 - 四等郵便局となる[3]。
- 1885年（明治18年）6月16日 - 貯金取扱を開始[4][2]。
- 1886年（明治19年）4月26日 - 三等郵便局となる[3]。
- 1889年（明治22年）5月16日 - 内国為替事務の取扱を開始する[5][2][6]。
- 1892年（明治25年）
  - 4月1日 - 入善郵便局に改称[7]。
  - 7月 - 外国為替事務の取扱を開始する[6]。
- 1896年（明治29年）7月1日 - 小包の取扱を開始する[6][8]。
- 1897年（明治30年）
  - 2月21日 - 入善郵便電信局と改称し、電信の取扱を開始する[9][2]。
  - 3月1日 - 電信為替事務の取扱を開始する[10]。
- 1903年（明治36年）4月1日 - 通信官署官制の施行に伴い入善郵便局となる[11]。
- 1911年（明治44年）
  - 8月26日 - 特設電話加入の申込受理を開始する[12]。
  - 11月1日 - 電話交換業務及び電話通話事務を開始し、同時に電話加入者の託送電報の取扱も行う[13][14]。
- 1954年（昭和29年）7月22日 - 旧計量法（昭和26年法律第207号）により計量器使用事業場に指定する[15]。
- 1955年（昭和30年）9月1日 - 横山郵便局から電報配達事務の一部[16]を移管[17]。
- 1958年（昭和33年）6月1日 - 小摺戸及び吉原簡易郵便局より簡易生命保険及び郵便年金の業務を移管する[18]。
- 1962年（昭和37年）
  - 6月1日 - 国際電報受付・配達事務を魚津電報電話局に移管[19]。
  - 8月1日 - 国内欧文電報受付・配達事務を魚津電報電話局に移管[20]。
- 1965年（昭和40年）8月22日 - 入善電報電話局が完成し、電話交換および和文電報配達業務を同局に移管する[21][22]。
- 1966年（昭和41年）9月15日 - 特定郵便局から普通郵便局へ局種別改定[23]。
- 1967年（昭和42年）2月20日 - 国道8号脇に局舎を改築する[24][25][26]。
- 1995年（平成7年）4月10日 - 鉄筋コンクリート一部3階建ての新局舎が完成し、窓口業務が開始[27]。
- 2000年（平成12年）8月14日 - 外国通貨の両替および旅行小切手の売買に関する業務取扱を開始[28]。
- 2006年（平成18年）10月16日 - 舟見郵便局から集配業務の一部[29]を移管[30]。
- 2007年（平成19年）
  - 3月19日 - 泊郵便局から集配業務を移管[31]。
  - 10月1日 - 民営化に伴い、併設された郵便事業魚津支店入善集配センターに一部業務を移管。
- 2012年（平成24年）10月1日 - 日本郵便株式会社発足に伴い、郵便事業魚津支店入善集配センターを入善郵便局に統合。

## 取扱内容
- 郵便、印紙、ゆうパック、内容証明
- 貯金、為替、振替、振込、国際送金、外貨両替、国債、投資信託
- 生命保険、バイク自賠責保険、自動車保険
- ゆうちょ銀行ATM
- 下新川郡入善町、朝日町の集配業務

## 周辺
- 入善町役場
- 入善警察署
- 富山県立入善高等学校
- 入善町立入善中学校
- 入善町立入善小学校
- 国道8号

## アクセス
- あいの風とやま鉄道線 入善駅から南東へ約800m（徒歩約9分）
- 入善町営バス「のらんマイ・カー」 入善郵便局停留所下車
- 北陸自動車道 入善スマートICから北へ約3km、朝日ICから西へ約4.5km
- 駐車場あり：9台